# Australopithecus bahrelghazali
Australopithecus bahrelghazali är det namn som givits åt en bit av en käke från en fossil hominid som upptäcktes 1993 av Michel Brunet i en dal som heter Bahr el Ghazal i Tchad.  Den levde för 3-3,5 miljoner år sedan.
Detta fragmentariska fossil är svårtolkat.  Upptäckarna vill ha det till en egen art, men det finns andra forskare som anser att det mycket väl kan tillhöra den samtida Australopithecus afarensis, större än så är inte skillnaderna.